# 普鲁登斯·塞高迪索
普鲁登斯·塞高迪索（2002年1月5日—），南非女子田径运动员，2018年非洲青年运动会女子800米铜牌得主、2022年非洲田径锦标赛女子800米铜牌得主、2025年世界室内田径锦标赛女子800米金牌得主。